# Alfonso de Borbón-Dos Sicilias y Borbón
Don Alfonso de Borbón-Dos Sicilias y Borbón, infant af Spanien, hertug af Calabrien, prins af Begge Sicilier (født 30. november 1901 i Madrid; død 3. februar 1964 samme sted). Fra 1960 til sin død var Alfonso overhovedet for Huset Bourbon-Begge Sicilier. Mellem 1904 og 1907 var han fyrste af Asturien og arving til den spanske kongetrone.